# Camponotus klugii
Camponotus klugii é uma espécie de inseto do gênero Camponotus, pertencente à família Formicidae.